# Старый Юрмаш
Старый Юрмаш (баш. Иҫке Юрмаш) — село в Иглинском районе Башкортостана, входит в состав Турбаслинского сельсовета.

## Население
| 2002 | 2009 | 2010 |
| ---- | ---- | ---- |
| 144  | ↘135 | ↘127 |

Национальный состав
Согласно переписи 2002 года, преобладающая национальность — башкиры (87 %).
В быту разговаривают на турбаслинском говоре казанского диалекта татарского языка.

## Географическое положение
Расстояние до:
- районного центра (Иглино): 28 км,
- центра сельсовета (Турбаслы): 3 км,
- ближайшей ж/д станции (Шакша): 7 км.

## Известные уроженцы
- Галимов, Мидхат Абдулнасырович (род. 23 июля 1932) — бригадир в Уфимского строительного треста № 21, заслуженный строитель РСФСР (1967), Герой Социалистического труда (1978).